# 音乐术语列表
本條目分類列舉常見的音樂術語。

## 力度（Dynamics）
- 極弱（Pianississimo / ppp）
- 很弱（Pianissimo / pp）
- 弱（Piano / p）
- 中弱（Mezzo Piano /mp）
- 中強（Mezzo Forte / mf）
- 強（Forte / f）
- 很強（Fortissimo / ff）
- 極強（Fortississimo / fff）
- 突強（Sforzando / sf / sfz）
- 漸強（Crescendo / cresc.）
- 漸弱（Decrescendo / decresc. / Diminuendo / dim）
- 強後突弱、重音突弱（Forte Piano / fp / sfp）
- 先弱後強（Pianoforte / pf）
- 突弱至消失（Smorzando / smorz.）
- 漸慢漸弱至消失（calando / morendo）
- 漸慢漸強（Allargando / allarg.）

## 速度
將常見的速度術語按照拍節器的數字大小來排列：
- 極廣板（Larghissimo）
- 莊板（Grave），約40 bpm
- 廣板（Largo），40-60 bpm
- 小廣板 （Larghetto），60-66 bpm
- 慢板（Adagio），66-76 bpm
- 稍慢板（Adagietto）
- 行板（Andante），76-108 bpm
- 小行板（Andantino）
- 中板（Moderato），108-120 bpm
- 稍快板（Allegretto）
- 快板（Allegro），120-168 bpm
- 急板（Presto），168-200 bpm
- 最急板（Prestissimo / Vivacissimo），200-208 bpm

其他的速度術語：
- 回到原速（A Tempo）(in tempo)
- 自由節奏（Tempo rubato），亦作「恣板」[1]
- 漸慢（Ritardando / rit./rall)
- 突慢（Ritenuto / riten）
- 漸快（accelerado/accel.)

## Tense
- 熱情地（Appassionato）
- 激動的（Agitato）
- 深情的  (Amoroso)
- 活潑、生動的(Brio)
- 辉煌華麗（Brillante）
- 滑稽地（Buffo）
- 如歌地（Cantabile）
- 有朝氣地（Fresco）
- 詼諧地（Giocoso）
- 優美地（Con Grazio）
- 雄偉地（Grandioso）
- 莊嚴地（Maestoso）
- 自然地（Tastorable）
- 宏偉地（Festivo）
- 陰鬱地（Lugubre）
- 哀傷地（Dolente）
- 哭泣地（Largemoso）
- 葬禮地（Funebre）
- 喧鬧地（Strepitoso）
- 神秘地（Misterioso）
- 進行曲風格（Alla Marcia）
- 虔誠地（Religioso）
- [華彩樂段]（Cadenza）(裝飾奏)
- 溫柔地（Dolce）
- 温柔可愛（Con amore / Amoroso）
- 精神煥發，活潑生動（Animato / Animando / Con anima）
- 大膽（Ardito）
- 有精神（Brioso / Con brio）
- 輕浮（Frivole）
- 高尚（Generoso）
- 富有情感 (expressive)
- 強而有力 (con forza)
- 獨奏 (solo)

## Tense音調（Tone）
- 调（key）
- 调式（mode）
- 调性 (Tonality)
- 大音階（Major）
- 小音階（minor）（自然小音階/和聲小音階/曲調小音階）
- 转调（Transpose）
- 二重调性
- 教會調式
  - 艾奧尼安調式（Ionian）
  - 多里安調式（Dorian）
  - 佛里吉安調式（Phrygian）
  - 利地安調式（Lydian）
  - 伊奧莉安調式（Aeolian）

## 和声
- 和弦（Chord）
- 和声（Harmony）
  - 和谐音 / 不和谐音（Consonant / Disconsonant）
- 泛音
- 基本頻率

## 旋律（Melody）
- 旋律（Melody）
- 音阶（scale）
- 音程（Interval）
- 音高（pitch）
- 音域 (Range)
- 音色（Colour）
- 乐句 (Phrase)
- 声部
- 切分音（Syncopation）

## 曲式(Form)
- 二段體（Binary）
  - 簡單二段體(Simple Binary)
  - 輪旋二段體(Rounded Binary)
- 三段體（Ternary）
- 奏鳴曲式（Sonata form）
  - 呈示部（Exposition）
  - 發展部（Development）
  - 再現部（Recapitulation）
- 回旋曲式（Rondo）
- 赋格（Fugue）

## 技巧

### 作曲技巧舉隅
- 模進（imitation）
- 模仿（sequence）
  - 橋 (音樂)（英语：Bridge (music)）
- 複调（Polyphony）
  - 賦格（fugal, fugue）
  - 卡農（canon）
- 对位法（Counterpoint）
  - 切分法（syncopation）
- 无调性（Atonal）
- 序列主义（Serial music）
  - 十二音列（twelve-tone）

### 演奏技巧
- 琶音（Arpeggio）
- 吐音
- 连奏（Legato）
- 断奏（Staccato）
- 装饰音（Ornaments）
  - 顫音
  - 震音
  - 抖音（Vibrato）
  - 撥奏（Pizzicato）
- 变格定弦（Scordatura）
- 保持音（tenuto）ten.
- 渐快（stringendo / accelerando）accel.
- 用弓背奏（Col Legno）
- 划奏（Glissando）

## 时期 / 流派
- 文藝復興时期 （Renaissance Period）
- 巴洛克时期（Baroque Period）
- 古典时期（Classical Period）
- 浪漫樂派时期（Romantic Period）
- 当代（20th century）
- 民族乐派
- 現代樂派
  - 印象主义（Impressionism）
  - 表现主义 (Expressionnisme)
  - 新古典主义音乐 (new classical)
  - 原始音乐
  - 新民族主义
  - 未来主义
  - 噪音音乐
  - 具体音乐
  - 微分音乐
  - 先锋派
  - 序列主义
  - 偶然音乐
  - 磁带音乐
  - 电子音乐
  - 计算机音乐
  - 简约音乐
  - 后现代主义
  - 概念音乐
  - 行为音乐
  - 多媒体音乐

## 外部連結
- 音樂術語查詢 （页面存档备份，存于）
- 音乐术语大合集 -知乎
- 常用音乐术语中英对照及解释大全！ -知乎